# Antilhas francesas

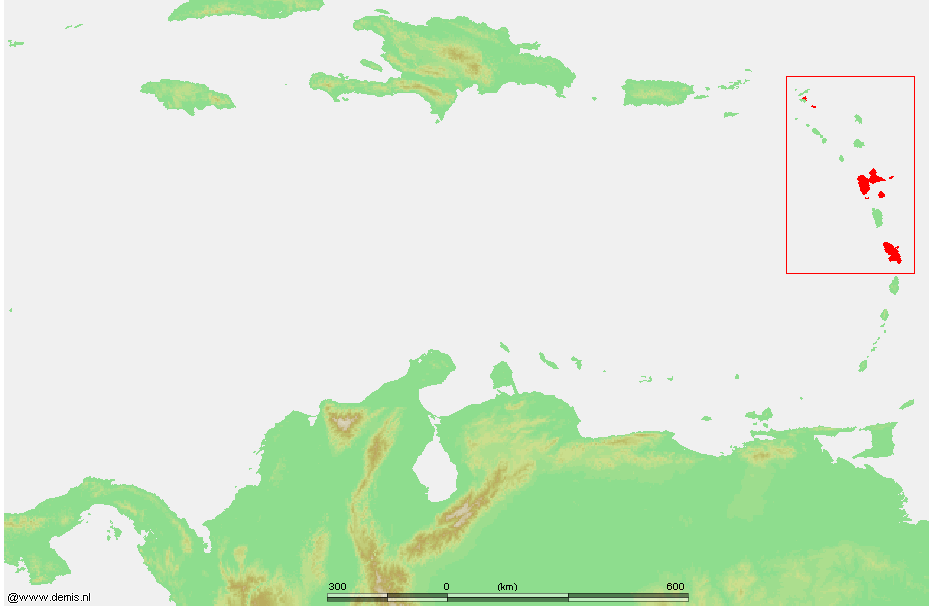
Localização dos modernos territórios das Antilhas francesas (em vermelho)

As Antilhas francesas são um conjunto de ilhas não necessariamente unidas politicamente, entre as quais: Martinica, Guadalupe (arquipélago composto de 6 ilhas: Grande-Terre e Basse-Terre, La Désirade, Maria Galante e as Ilhas dos Santos), São Bartolomeu e São Martinho (lado francês).
Desde 1946 Guadalupe (junto com suas dependências) e Martinica são departamentos de ultramar da França. São Bartolomeu e São Martinho, antigas dependências de Guadalupe, são coletividades de ultramar desde 15 de julho de 2007.
A presença francesa na América Central foi fraca. Como a coroa francesa se recusava a assumir as despesas da colonização, o projeto foi impulsionado pela iniciativa privada, por meio de companhias de comércio.